# Vânători, Arad
Vânători, mai demult Vădas, este un sat în comuna Mișca din județul Arad, Crișana, România. La recensământul din 2002 avea o populație de 1.258 locuitori.

## Note

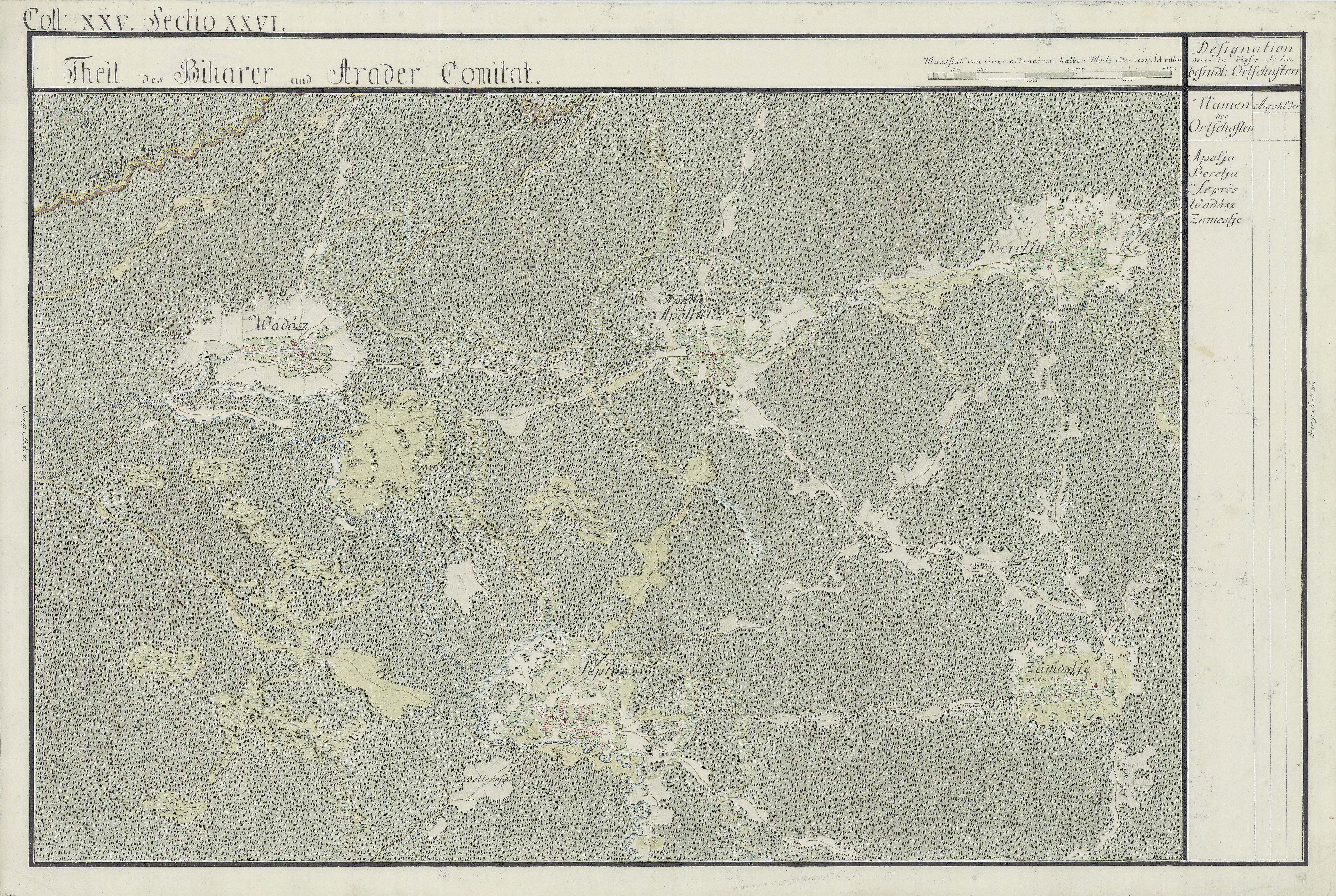
Wadász în Harta Iozefină a Comitatului Arad, 1782-85